# العلاقات البوتانية السورية
العلاقات البوتانية السورية هي العلاقات الثنائية التي تجمع بين بوتان وسوريا.

## مقارنة بين البلدين
هذه مقارنة عامة ومرجعية للدولتين:
| وجه المقارنة                                              | بوتان          | سوريا                    |
| --------------------------------------------------------- | -------------- | ------------------------ |
| المساحة (كم2)                                             | 38.39 ألف      | 185.18 ألف               |
| عدد السكان (نسمة)                                         | 807.61 ألف     | 18.27 مليون              |
| الكثافة السكانية (ن./كم²)                                 | 21.04          | 98.66                    |
| العاصمة                                                   | تيمفو          | دمشق                     |
| اللغة الرسمية                                             | لغة دزونكا     | اللغة العربية            |
| العملة                                                    | نغولترم بوتاني | ليرة سورية               |
| الناتج المحلي الإجمالي (بليون دولار)                      | 2.51 مليار     | 60.20 مليار              |
| الناتج المحلي الإجمالي (تعادل القوة الشرائية) بليون دولار | 6.49 مليار     |                          |
| الناتج المحلي الإجمالي الاسمي للفرد دولار أمريكي          | 2.66 ألف       |                          |
| الناتج المحلي الإجمالي للفرد دولار أمريكي                 | 7.82 ألف       |                          |
| مؤشر التنمية البشرية                                      | 0.605          | 0.594                    |
| رمز المكالمات الدولي                                      | +975           | +963                     |
| رمز الإنترنت                                              | .bt            | .sy                      |
| المنطقة الزمنية                                           | ت ع م+06:00    | ت ع م+02:00، ت ع م+03:00 |

## منظمات دولية مشتركة
يشترك البلدان في عضوية مجموعة من المنظمات الدولية، منها:
| علم المنظمة | اسم المنظمة                        | تاريخ انضمام بوتان | تاريخ انضمام سوريا |
| ----------- | ---------------------------------- | ------------------ | ------------------ |
|             | مؤسسة التنمية الدولية              | 28 سبتمبر 1981     | 28 يونيو 1962      |
|             | يونسكو                             | 13 أبريل 1982      | 16 نوفمبر 1946     |
|             | وكالة ضمان الاستثمار متعدد الأطراف | 21 أكتوبر 2014     | 14 مايو 2002       |
|             | الأمم المتحدة                      | 21 سبتمبر 1971     | 24 أكتوبر 1945     |
|             | الاتحاد البريدي العالمي            | ?                  | ?                  |
|             | البنك الدولي للإنشاء والتعمير      | 28 سبتمبر 1981     | 10 أبريل 1947      |
|             | الاتحاد الدولي للاتصالات           | 15 سبتمبر 1988     | 12 يناير 1924      |
|             | منظمة حظر الأسلحة الكيميائية       | ?                  | ?                  |
|             | مؤسسة التمويل الدولية              | 1 ديسمبر 2003      | 28 يونيو 1962      |
|             | منظمة الشرطة الجنائية الدولية      | ?                  | ?                  |

## وصلات خارجية
- موقع وزارة الخارجية البوتانية